# Campeonato Egípcio de Futebol de 2021-22
A Egyptian Premier League de 2021-2022 é a 63ª temporada do Campeonato Egípcio de Futebol desde a sua criação em 1948. Um total de 18 equipes disputam o campeonato. O Zamalek, da cidade de Giza defende o título, tendo conquistado a 13ª ligaa na temporada passada.

## Regulamento
Os 18 clubes se enfrentarão em jogos de ida e volta no sistema de pontos corridos. O clube que somar o maior número de pontos será declarado campeão. Além do campeão, o 2º colocado garantirá vaga na Liga dos Campeões da CAF. Já o 3º colocado terá vaga na Copa das Confederações da CAF. Por outro lado, os últimos três colocados serão rebaixados à 2ª divisão.

## Equipes participantes
| Aumento | Equipes promovidas da Segunda Divisão |

| Equipe                    | Cidade              | Em 2020-21              | Estádio                              | Material Esportivo | Títulos                |
| ------------------------- | ------------------- | ----------------------- | ------------------------------------ | ------------------ | ---------------------- |
| Al-Ahly                   | Cairo               | 2º                      | Estádio Al Salam                     | Umbro              | 42 (Último em 2019-20) |
| Al-Ittihad                | Alexandria          | 7º                      | Estádio de Alexandria                | Xtep               | 0                      |
| Al-Masry                  | Porto Said          | 5º                      | Estádio Borg El Arab                 | Nike               | 0                      |
| Al-Mokawloon              | Cairo               | 9º                      | Estádio Osman Ahmed Osman            | Kelme              | 1 (1982-83)            |
| Ceramica Cleopatra FC     | Giza                | 10º                     | Estádio Osman Ahmed Osman            | Kelme              | 0                      |
| Eastern Company SC        | Cairo               | 1º Grupo A - 2ª divisão | Petro Sport Stadium                  | Umbro              | 0                      |
| El Geish                  | Cairo               | 8º                      | Estádio Gehaz El Reyada              | Adidas             | 0                      |
| El Gouna                  | El Gouna            | 12º                     | Khaled Bichara                       | Adidas             | 0                      |
| ENPPI                     | Cairo               | 6º                      | Petro Sport Stadium                  | Nike               | 0                      |
| Future FC                 | Cairo               | 1º Grupo B - 2ª divisão | Estádio Al Salam                     | Nike               | 0                      |
| Ghazl El-Mehalla          | Al-Mahalla Al-Kubra | 15º                     | Estádio Ghazl El Mahalla             | Kelme              | 0                      |
| Ismaily                   | Ismaília            | 11º                     | Ismaília Stadium                     | Jako               | 3 (último em 2001-02)  |
| Misr lel-Makkasa          | Fayoum              | 13º                     | Estádio da Academia Militar do Cairo |                    | 0                      |
| National Bank of Egypt SC | Cairo               | 14º                     | Petro Sport Stadium                  | Kelme              | 0                      |
| Pharco FC                 | Alexandria          | 1º Grupo C - 2ª divisão | Estádio de Alexandria                | Uhlsport           | 0                      |
| Pyramids                  | Assiut              | 3º                      | Estádio 30 de Junho                  | Puma               | 0                      |
| Smouha                    | Alexandria          | 4º                      | Estádio de Alexandria                | Adidas             | 0                      |
| Zamalek                   | Giza                | 1º                      | Estádio Internacional do Cairo       | Tempo Sport        | 13 (Último em 2020-21) |

## Classificação
| Pos | Time                   | J | V | E | D | GF | GA | GD  | Pts | Notas                                 |
| --- | ---------------------- | - | - | - | - | -- | -- | --- | --- | ------------------------------------- |
| 1   | Al Ahly                | 7 | 6 | 1 | 0 | 19 | 7  | +12 | 19  | Liga dos Campeões da CAF de 2023      |
| 2   | Zamalek                | 8 | 6 | 1 | 1 | 17 | 7  | +10 | 19  | Liga dos Campeões da CAF de 2023      |
| 3   | Pyramids               | 7 | 5 | 2 | 0 | 16 | 5  | +11 | 17  | Copa das Confederações da CAF de 2023 |
| 4   | Smouha                 | 8 | 4 | 3 | 1 | 14 | 11 | +3  | 15  |                                       |
| 5   | Al-Masry               | 8 | 3 | 4 | 1 | 11 | 7  | +4  | 13  |                                       |
| 6   | Pharco                 | 8 | 4 | 0 | 4 | 9  | 6  | +3  | 12  |                                       |
| 7   | Al Ittihad             | 8 | 3 | 3 | 2 | 14 | 15 | -1  | 12  |                                       |
| 8   | National Bank of Egypt | 8 | 3 | 2 | 3 | 9  | 7  | +2  | 11  |                                       |
| 9   | El Gouna               | 8 | 3 | 2 | 3 | 6  | 8  | -2  | 11  |                                       |
| 10  | Ceramica Cleopatra     | 8 | 2 | 4 | 2 | 10 | 10 | 0   | 10  |                                       |
| 11  | Ghazl El-Mehalla       | 8 | 2 | 4 | 2 | 10 | 11 | -1  | 10  |                                       |
| 12  | ENPPI                  | 8 | 2 | 4 | 2 | 8  | 11 | -3  | 10  |                                       |
| 13  | Future FC              | 8 | 2 | 3 | 3 | 10 | 9  | +1  | 9   |                                       |
| 14  | Misr lel-Makkasa       | 8 | 1 | 4 | 3 | 5  | 7  | -2  | 7   |                                       |
| 15  | Al-Mokawloon           | 8 | 1 | 3 | 4 | 9  | 12 | -3  | 6   |                                       |
| 16  | El Geish               | 8 | 1 | 2 | 5 | 2  | 11 | -9  | 5   | Rebaixados                            |
| 17  | Ismaily                | 8 | 0 | 3 | 5 | 3  | 12 | -9  | 3   | Rebaixados                            |
| 18  | Eastern Company        | 8 | 0 | 1 | 7 | 3  | 19 | -16 | 1   | Rebaixados                            |